# علم نيومكسيكو

علم ولاية نيو مكسيكو

علم الإمبراطورية الإسبانية في عهد الملك فيليب الثاني (1556 - 1598)

أعتمد علم ولاية نيو مكسيكو الحالي رسميا في سنة 1925 .

## معنى العلم
يتكون العلم من قطعة صفراء اللون تحتوي على دائرة وخطوط في الاتجاهات الأربعة على كل اتجاه أربعة خطوط على شكل أشعة تكون جميعها باللون الأحمر وترمز هذه إلى العناصر الأربعة الأساسية وهي :
- الفصول الأربعة : الشتاء، الربيع , الصيف والخريف .
- أوقات اليوم : الشروق، الظهيرة , المساء والليل .
- فترة الحياة : الطفولة، المراهقة , البلوغ والشيخوخة .
- الاتجاهات الأربعة الرئيسية: الشمال، الجنوب , الشرق والغرب .